# Vlora Çitaku
Vlora Çitaku   (Kosovo, 10 d'octubre de 1980) és una política i diplomàtica kosovar, que des de 2015 és l'ambaixadora de Kosovo als Estats Units. Prèviament, havia sigut cònsol general de Kosovo a Nova York. Abans de formar part de la diplomàcia kosovar, Çitaku havia sigut entre 2011 i 2014 ministra d'Integració Europea de la República de Kosovo. Va abandonar el seu escó a l'Assemblea de Kosovo que ocupava durant dos mandats després de prendre el càrrec governamental. També havia sigut ministra d'Afers Exteriors en funcions entre el 18 d'octubre de 2010 i el 22 de febrer de 2011.
En l'adolescència es va convertir en intèrpret de grans agències de notícies occidentals a l'inici de la guerra de Kosovo. Çitaku va ser refugiada durant la guerra i va entrar en política l'any 1999. Inicialment, es va convertir en portaveu de l'Exèrcit d'Alliberament de Kosovo i es va unir al Partit Democràtic de Kosovo després de la formació del partit durant la postguerra. Defensa que ha trencat els estereotips en la política segons els quals un polític ha de ser un home gran.